# Кульвинский, Александр Иосифович
Кульвинский Александр Иосифович (23 февраля 1888, Мелитополь — 25 февраля 1919) — авиатор, капитан, кавалер ордена Святого Георгия 4-й степени (1916 год).

## Биография
Родился 23 февраля 1888 года в Мелитополе Таврической губернии. Сын надворного советника. Исповедовал католичество. После окончания в 1906 году 1-й Виленской гимназии поступил в Виленское пехотное юнкерское училище. По окончании училища Кульвинский был выпущен 15 июня 1908 года в 109-й пехотный Волжский полк в звании подпоручика. 25 октября 1911 года получил звание поручика. С 7 января 1912 года начал обучение в Офицерской школе авиации Отдела воздушного флота. Во время учёбы 27 октября 1912 года стал военным лётчиком. 
13 декабря 1912 года после окончания учёбы в Офицерской школе Кульвинский был отправлен в 8-ю воздухоплавательную роту. С 25 мая 1913 года он продолжил службу уже в 15-м корпусном авиационном отряде. 24 ноября 1911 года Кульвинский получил звание штабс-капитана. 14 июня 1916 года он был назначен командиром 15-го корпусного авиационного отряда. 21 ноября 1916 года Кульвинский был награждён орденом Святого Георгия 4-й степени «за то, что при обстановке исключительной опасности отважною разведкой 7-го, 8-го и 11-го июля 1915 г. дал верные сведения о силе и направлении значительных сил противника в районах Россией, Бетиголы и Дембск. Разведка 11-го июля 1915 г. дала важные сведения о передвижении крупной колонны противника в обход левого фланга армии; благодаря этим сведениям южная группа войск своевременно была отведена на тыловую позицию».
4 марта 1917 года Кульвинский был повышен в звании до капитана. 23 марта 1917 года он был назначен помощником командира 1-го авиационного дивизиона, 11 августа 1917 года — командующим 4-й боевой авиационной группой. В составе управления данной авиационной группы эвакуировался сначала в Тверь, потом в Москву. Однако уже 5 октября 1918 года состоялся арест Кульвинского, проведённый органами ВЧК «по обвинению в саботаже, контрреволюционной деятельности и пособничестве иностранному капиталу». 25 февраля 1919 года «тройка» ВЧК приняла постановлении о смертном приговоре Кульвинскому, который был расстрелян в том же году. 25 января 2001 года Генеральная прокуратура Российской Федерации вынесла заключение, что «привлечение к уголовной ответственности Кульвинского А. И. признано необоснованным».

## Награды
- Орден Святого Станислава 3-й степени — высочайший приказ от 14 февраля 1913 года[1]
- Орден Святой Анны 4-й степени с надписью «За храбрость» — высочайший приказ от 28 апреля 1915 года[1]
- Орден Святого Станислава 2-й степени с мечами — высочайший приказ от 03 июня 1915 года[1]
- Орден Святого Владимира 4-й степени с мечами и бантом — высочайший приказ от 26 октября 1915 года[1]
- Орден Святой Анны 3-й степени с мечами и бантом — высочайший приказ от 09 ноября 1915 года[1]
- Орден Святого Георгия 4-й степени — высочайший приказ от 21 ноября 1916 года[1]
- Орден Святой Анны 2-й степени с мечами — приказ армии и флота от 07 апреля 1917 года [1]
- Мечи и бант к имеющемуся Ордену Святого Станислава 3-й степени — высочайший приказ от 09 июля 1916 года[1]